# Наші партизани
«Наші партизани» — спільний альбом співака Тараса Чубая, а також гуртів «Плач Єремії» та «Скрябін». Вперше виданий у 2000 році. Потім перевиданий у 2003 і 2004 роках. 
В альбомі представлені повстанські пісні в сучасній обробці. Піднімається питання справжніх українських партизанів.

## Композиції
1. Вступ
2. «Гей гу, гей га»
3. «Ми йдем вперед»
4. «Лента за лентою»
5. «Пливе Кача»
6. «Не плачте, не журіться»
7. «Повіяв вітер степовий»
8. «Кедь ми пришла карта»
9. «Там, під Львівським замком»
10. «Буде нам з тобою що згадати»
11. «Кедь ми прийшла карта» (акустичний мікс)